# Pierre Rémond de Montmort

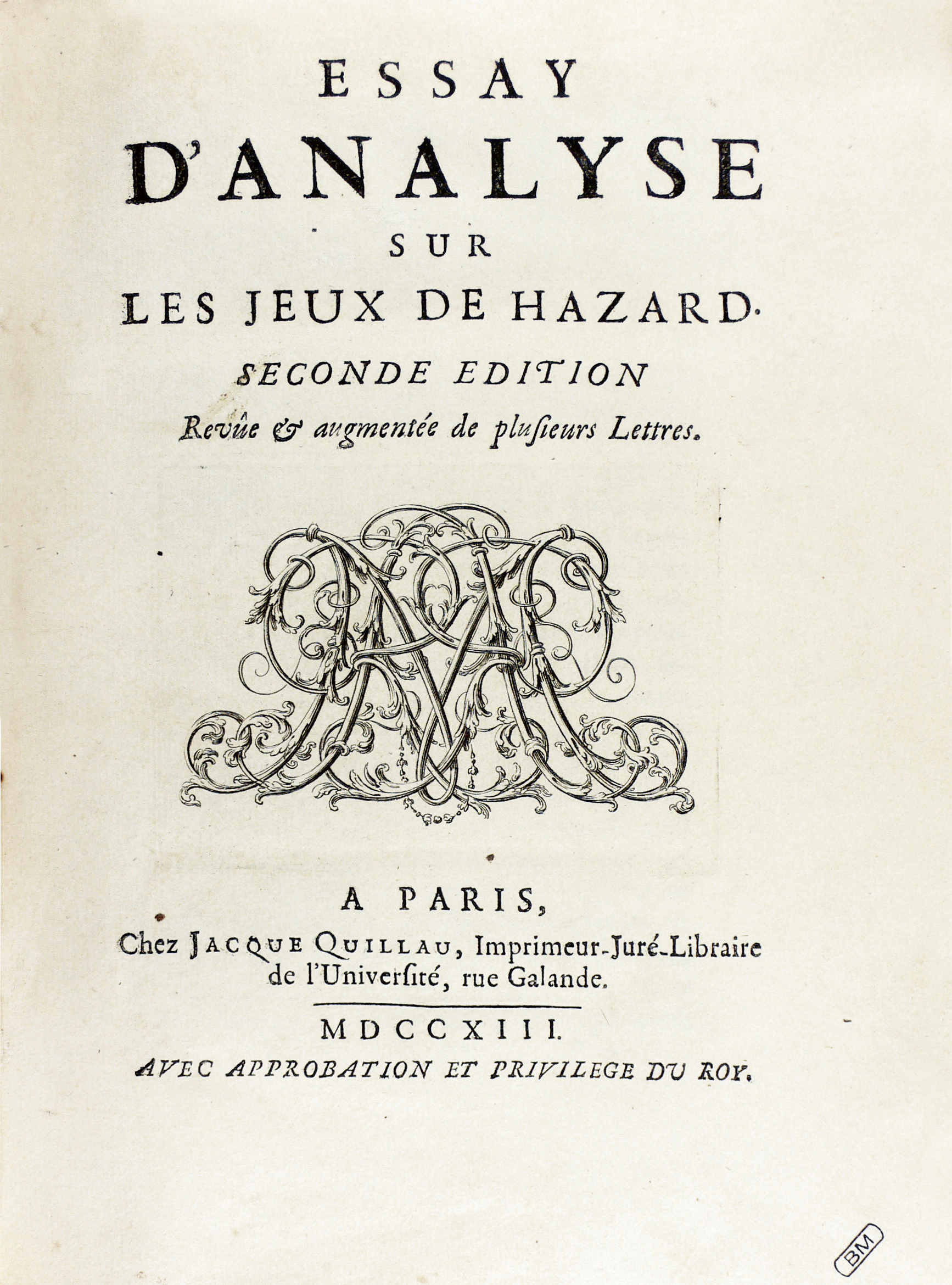
Essay d'analyse sur les jeux de hazard, 1713.

Pierre Rémond de Montmort (Paris, 27 de outubro de 1678 — Paris, 7 de outubro de 1719) foi um matemático francês.
Seu nome era originalmente apenas Pierre Rémond ou Raymond. Seu pai o pressionara para estudar direito, mas ele se rebelou e viajou para a Inglaterra e Alemanha, retornando para a França em 1699 quando, ao receber uma grande herança de seu pai, decidiu comprar uma fazenda e tomou o nome de Montmort. Ele era amigo de vários outros matemáticos notáveis e, especialmente, Nicolau Bernoulli, que colaborou com ele enquanto visitava sua propriedade. Ele foi eleito membro da Royal Society em 1715, e tornou-se membro da Academia Francesa de Ciências em 1716.
De Montmort é conhecido por seu livro sobre probabilidade e jogos de azar, e foi o primeiro a introduzir a combinatória no estudo de permutação caótica. Ele também é conhecido por nomear triângulo de Pascal depois de Blaise Pascal, chamando-o "Table de M. Pascal pour les combinaisons."
Outro dos interesses de Montmort foi o tema de diferenças finitas. Ele determinou em 1713 a soma de n termos de uma série finita da forma
{\displaystyle na+{\frac {n(n-1)}{1\cdot 2}}\Delta a+{\frac {n(n-1)(n-2)}{1\cdot 2\cdot 3}}\Delta ^{2}a+\cdots ,}
onde Δ é o operador de diferença, um teorema que parece ter sido independentemente redescoberto por Christian Goldbach em 1718.